# Börte
Börte (Börte Üdžin; cyrilice: Бөртэ үжин; asi 1161–1230) byla první a hlavní manželkou Temüdžina, který se stal Čingischánem, zakladatelem mongolské říše. Börte se stala hlavou prvního Čingischánova dvora a císařovnou jeho říše. O jejím mládí se ví málo, ale byla zasnoubena s Čingischánem v mladém věku, vdala se za něj v sedmnácti a poté byla unesena znepřáteleným kmenem. Odvážná záchrana jejím manželem mohla být jednou z klíčových událostí, které Temüdžina podnítily stát se dobyvatelem. Börte porodila čtyři syny a pět dcer, kteří založili hlavní pokrevní linií, jež dále vládla mongolské říši a rozšiřovala ji.

## Mládí
O Börtině mládí je známo málo historických faktů, ale Mongolové si o ní vyprávějí mnoho legend. To málo, co je známo, obecně pochází z Tajné kroniky Mongolů.
Börte se narodila kolem roku 1161 v rodu Olchonut z kmene Chongiratů. Tento kmen byl spřátelen s kmenem Bordžiginů, do kterého se narodil Temüdžin. Byla dcerou Tei-Sečena a Čotany a prý měla „světlou pleť“ se „světlem v obličeji a ohněm v očích“, což znamená, že byla inteligentní. O dívkách pocházejících z rodu Olchonutů bylo známo, že jsou obzvláště krásné.
Manželství bylo sjednáno otci obou dětí, když jí bylo 10 a Temüdžinovi 9 let. Temüdžin poté zůstal s její rodinou, dokud ho nepovolali zpět na pomoc matce a mladším sourozencům kvůli tomu, že jeho otce otrávil nepřítel.
V roce 1178, přibližně o 7 let později, Temüdžin cestoval po proudu řeky Kelüren, aby vyhledal Börte. Když její otec viděl, že se Temüdžin vrátil pro Börte, měl radost a pár „sjednotil jako muže a ženu“. S jeho svolením pak Temüdžin Börte a její matku odvezl s sebou, aby žily v jurtě jeho rodiny, která tábořila u řeky Senggür. Börtiným věnem byl krásný černý sobolí kabát.

## Únos a záchrana
Brzy poté, co se Börte provdala za Temüdžina, zaútočili za úsvitu na rodinný tábor Merkité. Temüdžin a jeho rodina a přátelé dokázali uniknout na koních, ale na Börte už žádný kůň nezbyl. Byla zajata a dána jednomu z válečníků jako kořist. Nájezd byl odvetou za únos Temüdžinovy matky jeho otcem před mnoha lety. Temüdžin byl únosem své ženy hluboce zarmoucen a řekl, že jeho postel „byla vyprázdněna“ a jeho prsa „rozervána“. Byl odhodlán přivést Börte zpět a o několik měsíců později ji zachránil pomocí svých spojenců Van Chána a Džamuchy. Někteří vědci popisují tuto událost jako jednu z klíčových křižovatek v Temüdžinově životě, která ho později motivovala, aby se stal dobyvatelem.
Jak drancování a plenění pokračovalo, Temüdžin jezdil mezi lidmi, kteří spěšně utíkali, a volal: Börte, Börte! A tak na ni narazil, protože paní Börte byla mezi těmi, kdo prchali. Uslyšela Temüdžinův hlas, a když ho poznala, slezla z vozu a rozběhla se k němu. Ačkoli byla ještě noc, paní Börte a Qo'akčin poznali Temüdžinovy otěže a postroj a chopili se jich. Svítil měsíc; podíval se na ně, poznal paní Börte a padli si do náruče. (Tajná historie Mongolů)
Börte byla v zajetí osm měsíců a poté, co byla zachráněna, porodila Džučiho. Tím vznikla pochybnost, kdo je otcem dítěte, protože její únosce si ji vzal jako „manželku“ a možná ji mohl oplodnit. Čingischán však nechal Džučiho u své rodiny a prohlásil ho za vlastního syna. Měl být Čingischánovým nástupcem, ale kvůli pochybnostem o jeho původu ho jeho bratři nepřijali za vládce a Čingischán si musel vybrat jiného syna. Džuči se poté stal vůdcem Zlaté hordy.

## Císařovna
Börte byla starší než Temüdžin a byla jeho první manželka. Poté, co se z jejího manžela stal Čingischán, ji Mongolové ctili a byla korunována na Velkou císařovnu. Börte několikrát silně ovlivnila rozhodnutí svého manžela. Jednou z takových příležitostí bylo, když Temüge vstoupil do Čingischánova stanu, když byl ještě v posteli s Börte, a požádal o pomoc proti kmenu Konkotan. Než Čingischán mohl něco říct, Börte „se posadila na posteli a zakryla si prsa okrajem deky“ a popsala krutost Konkotanů. Když si ji Čingischán vyslechl, rozhodl se pomoci Temügemu.
Zatímco Čingischán pokračoval v rozšiřování svého vlivu a říše, Börte zůstávala doma a pomáhala Čingischánovu bratru Temügemu vládnout nad Mongolskem. Další manželky doprovázely Čingischána na jeho taženích, zatímco Börte vládla nad svým vlastním územím a udržovala svůj vlastní dvůr. Dostala území u řeky Cherlen gol, které dříve patřilo Tatarům. Pouze její synové byli považováni za možné následníky trůnu.
Börte je často zobrazována jako „krásná žena oblečená v bílých hedvábných šatech, se zlatými mincemi ve vlasech, držící bílé jehně a jedoucí na bílém oři“.